# Daniel Trenton
Daniel Trenton (Melbourne, 1º marzo 1977) è un ex taekwondoka australiano.

## Palmarès

### Olimpiadi
- 1 medaglia:
  - 1 argento (Sydney 2000 nei +80 kg)

### Mondiali
- 1 medaglia:
  - 1 bronzo (Edmonton 1999 nei pesi massimi)

### Campionati asiatici
- 2 medaglie:
  - 2 argenti (Melbourne 1996 nei pesi massimi; Amman 2002 nei pesi massimi)

### Coppa del Mondo
- 2 medaglie:
  - 1 argento (Tokyo 2002 nei pesi massimi)
  - 1 bronzo (Il Cairo 1997 nei pesi massimi)